# Virtual Studio Technology
Virtual Studio Technology è uno standard di plugin musicali ideato da Steinberg, che ha inizialmente implementato la tecnologia nel suo prodotto di punta Cubase.

## Storia
Lo standard VST è stato lanciato nel 1996 ed ha avuto fin dall'inizio un'ampia diffusione grazie ad una relativa semplicità di realizzazione di plugin e alla presenza di un valido supporto per il programmatore costituito da un kit di sviluppo software reso pubblico gratuitamente: un gran numero di sviluppatori ha iniziato a rilasciare plugin anche gratuiti, e di buon livello.
La diffusione di massa dei plugin è coincisa con l'introduzione di versioni di Cubase con funzionalità di hard disk recording a basso costo: si tratta di un'evoluzione del sequencer MIDI degli anni ottanta, che oltre alle tracce MIDI è in grado di gestire simultaneamente anche tracce audio digitali. Contemporaneamente sul mercato iniziavano a comparire un'ampia gamma di interfacce audio multicanale anche di elevata qualità.
Questo ha significato la quasi definitiva sostituzione nello studio di registrazione del classico registratore a bobine con il personal computer, trasformatosi in Digital Audio Workstation (DAW), con il conseguente moltiplicarsi di piccoli studi casalinghi definiti home studio, e in genere di piccoli studi definiti project studio dove realizzare con un buon livello qualitativo anche singole fasi della produzione musicale.
Questi eventi hanno costituito una rivoluzione nel settore musicale, infliggendo un duro colpo al mercato dell'hardware musicale: alcuni produttori di strumenti e dispositivi musicali reali, anziché soccombere, hanno invece "cavalcato" l'onda dell'informatizzazione musicale e collaborato con sviluppatori per realizzare degli omologhi software dei propri prodotti di punta.